# Canton de Bar-sur-Seine
Le canton de Bar-sur-Seine est une circonscription électorale française située dans le département de l'Aube et la région Grand Est.
À la suite du redécoupage cantonal de 2014, les limites territoriales du canton sont remaniées. Le nombre de communes du canton passe de 22 à 46.

## Histoire
Le canton de Bar-sur-Seine a été créé en 1801.
Un nouveau découpage territorial de l'Aube entre en vigueur à l'occasion des élections départementales de mars 2015, défini par le décret du 21 février 2014, en application des lois du 17 mai 2013 (loi organique 2013-402 et loi 2013-403). Les conseillers départementaux sont, à compter de ces élections, élus au scrutin majoritaire binominal mixte. Les électeurs de chaque canton élisent au Conseil départemental, nouvelle appellation du Conseil général, deux membres de sexe différent, qui se présentent en binôme de candidats. Les conseillers départementaux sont élus pour six ans au scrutin binominal majoritaire à deux tours, l'accès au second tour nécessitant 12,5 % des inscrits au premier tour. En outre la totalité des conseillers départementaux est renouvelée. Ce nouveau mode de scrutin nécessite un redécoupage des cantons dont le nombre est divisé par deux avec arrondi à l'unité impaire supérieure si ce nombre n'est pas entier impair, assorti de conditions de seuils minimaux. Dans l'Aube, le nombre de cantons passe ainsi de 33 à 17. Le nombre de communes du canton de Bar-sur-Seine passe de 22 à 46.
Le nouveau canton de Bar-sur-Seine est formé de communes des anciens cantons de Bar-sur-Seine (21 communes), de Essoyes (17 communes), de Mussy-sur-Seine (8 communes) et de Soulaines-Dhuys (1 commune). Le canton est entièrement inclus dans l'arrondissement de Troyes. Le bureau centralisateur est situé à Bar-sur-Seine.

## Géographie
Ce canton est organisé autour de Bar-sur-Seine dans l'arrondissement de Troyes. 

## Représentation

### Conseillers d'arrondissement (de 1833 à 1940)
Le canton de Bar-sur-Seine avait deux conseillers d'arrondissement.
Il appartenait à l'arrondissement de Bar-sur-Seine jusqu'à sa disparition, en 1926.
| Période                                  | Période      | Identité                                 | Étiquette          | Qualité |
| ---------------------------------------- | ------------ | ---------------------------------------- | ------------------ | --- |
| 1833                                     | 1848         | Jules Ferlet                             |                    | Suppléant au Tribunal civil de Troyes, propriétaire à Bar-sur-Seine                                         |
| 1833                                     | 1839         | Jean-Baptiste Gibey                      |                    | Maire de Jully                                                                                              |
| 1839                                     | 1848         | Louis Claude Hubert Capperon-Gervaisot   |                    | Maire de Bar-sur-Seine                                                                                      |
|                                          |              |                                          |                    | |
|                                          | 1896 (décès) | Auguste Olivier                          |                    | Président du Conseil d'arrondissement, propriétaire à Saint-Parres-les-Vaudes                               |
|                                          |              |                                          |                    | |
|                                          | 1909         | Charles Moreau                           | Droite             | Médecin, maire de Bar-sur-Seine                                                                             |
| 1910                                     | 1924 (décès) | Honoré Bourgeat                          | Droite             | Président du Conseil d'arrondissement, maire d'Avon-la-Pèze                                                 |
| 1913                                     | 1931         | Hippolyte Alexandre Barbarat (1854-1932) | Droite             | Industriel du bois, adjoint au maire de Bar-sur-Seine                                                       |
| 1925                                     | 1931         | James Léon Maurice Giey                  |                    | Vétérinaire à Bar-sur-Seine                                                                                 |
| 1931                                     | 1934         | Paul Delarue                             | Cartel des droites | Médecin à Bar-sur-Seine                                                                                     |
| 1931                                     | 1936 (décès) | Charles Dart                             | Cartel des droites | Cultivateur à Saint-Jacques, Saint-Parres-les-Vaudes                                                        |
| 1934                                     | 1937         | Émile Gauthier                           |                    | Maire de Courtenot                                                                                          |
| 1936                                     | 1940         | Albert Seurat                            | Cartel des droites | Agriculteur et éleveur à La Borde, Bar-sur-Seine                                                            |
| 1937                                     | 1940         | Roger Dossot                             | Radical            | Agriculteur, maire de Virey-sous-Bar                                                                        |
| 1940                                     |              |                                          |                    | Les conseils d'arrondissement ont été suspendus par la loi du 12 octobre 1940 et n'ont jamais été réactivés |
| Les données manquantes sont à compléter. |              |                                          |                    | |

### Conseillers généraux de 1833 à 2015
| Période | Période      | Identité                         | Étiquette                             | Qualité |
| ------- | ------------ | -------------------------------- | ------------------------------------- | --- |
| 1833    | 1842         | Edme Antoine Nicolas Trumet      |                                       | Président du Tribunal civil de Bar-sur-Seine                                                                       |
| 1842    | 1848         | Comte Adrien de Mesgrigny        | Indépendant                           | Ancien écuyer de l'Empereur Napoléon Ier Maire de Briel-sur-Barse Député (1834-1848)                               |
| 1848    | 1852         | Joseph Arsène Blavoyer           | Républicain de Droite                 | Propriétaire à Bourguignons, député (1848-1851, 1871-1876), maire de Troyes                                        |
| 1852    | 1867         | Maximin Nicolas François Maillet |                                       | Président honoraire du Tribunal civil de Bar-sur-Seine                                                             |
| 1867    | 1908 (décès) | Armand Trumet de Fontarce        | Monarchiste puis Républicain (Droite) | Docteur en médecine à Bar-sur-Seine                                                                                |
| 1909    | 1934         | Charles Moreau                   | URD                                   | Médecin - Maire de Bar-sur-Seine, conseiller d'arrondissement                                                      |
| 1934    | 1940         | Paul Delarue                     | RG                                    | Médecin, conseiller municipal de Bar-sur-Seine, conseiller d'arrondissement Nommé conseiller départemental en 1943 |
|         |              |                                  |                                       | |
| 1945    | 1951         | Roger Dossot (1903-1983)         | SFIO                                  | Cultivateur Maire de Virey-sous-Bar (1935-1977), ancien conseiller d'arrondissement                                |
| 1951    | 1958         | Albert Seurat (1886-1962)        | RPF puis DVD                          | Cultivateur à Bar-sur-Seine, ancien conseiller d'arrondissement                                                    |
| 1958    | 1982         | Roger Dossot                     | SFIO puis PS                          | Cultivateur Maire de Virey-sous-Bar                                                                                |
| 1982    | 1994         | Jacques Garreau                  | RPR                                   | Médecin généraliste Conseiller municipal de Bar-sur-Seine                                                          |
| 1994    | 2015         | Bernard de La Hamayde            | DVD puis UMP                          | Notaire Maire de Saint-Parres-les-Vaudes Vice-président du Conseil général                                         |

### Représentation après 2015
| Période élective | Période élective | Mandat | Mandat   | Identité              | Nuance | Nuance | Qualité                                                                                |
| ---------------- | ---------------- | ------ | -------- | --------------------- | ------ | ------ | -------------------------------------------------------------------------------------- |
| 2015             | 2021             | 2015   | 2021     | Bernard de la Hamayde |        | LR     | Notaire Maire de Saint-Parres-les-Vaudes                                               |
| 2015             | 2021             | 2015   | 2021     | Arlette Massin        |        | DVD    | Maire adjoint de Ville-sur-Arce, Présidente de la communauté de communes Arce et Ource |
| 2021             | 2028             | 2021   | en cours | Bernard de La Hamayde |        | LR     | Conseiller sortant, suppléant de la Députée Valérie Bazin-Malgras depuis 2022          |
| 2021             | 2028             | 2021   | en cours | Arlette Massin        |        | DVD    | Conseillère sortante                                                                   |

### Résultats détaillés

#### Élections de mars 2015
Lors des élections départementales de 2015, le binôme composé de Bernard de La Hamayde et Arlette Massin (UMP) est élu au premier tour avec 51,35 % des suffrages exprimés, devant le binôme composé de Eglantin de La Barre et Brigitte Montillot (FN) (36,17 %). Le taux de participation est de 52,85 % (6 643 votants sur 12 569 inscrits) contre 50,14 % au niveau départemental et 50,17 % au niveau national.

#### Élections de juin 2021
Le premier tour des élections départementales de 2021 est marqué par un très faible taux de participation (33,26 % au niveau national). Dans le canton de Bar-sur-Seine, ce taux de participation est de 34,91 % (4 251 votants sur 12 177 inscrits) contre 32,18 % au niveau départemental. À l'issue de ce premier tour, deux binômes sont en ballottage : Bernard de La Hamayde et Arlette Massin (DVD, 60,48 %) et Françoise Charvot et François Koch (RN, 27,06 %).
Le second tour des élections est marqué une nouvelle fois par une abstention massive équivalente au premier tour. Les taux de participation sont de 34,3 % au niveau national, 32,31 % dans le département et 35,48 % dans le canton de Bar-sur-Seine. Bernard de La Hamayde et Arlette Massin (DVD) sont élus avec 71,32 % des suffrages exprimés (2 922 voix pour 4 321 votants et 12 180 inscrits),,.

## Composition

### Composition avant 2015
Le canton de Bar-sur-Seine regroupait vingt-deux communes.
| Nom                       | Code Insee | Codepostal | Superficie (km2) | Population (dernière pop. légale) | Densité (hab./km2) |
| ------------------------- | ---------- | ---------- | ---------------- | --------------------------------- | ------------------ |
| Bar-sur-Seine (chef-lieu) | 10034      | 10110      | 27,53            | 3 193 (2012)                      | 116                |
| Bourguignons              | 10055      | 10110      | 16,42            | 279 (2012)                        | 17                 |
| Briel-sur-Barse           | 10062      | 10140      | 12,45            | 220 (2012)                        | 18                 |
| Buxeuil                   | 10068      | 10110      | 4,43             | 143 (2012)                        | 32                 |
| Chappes                   | 10083      | 10260      | 9,75             | 289 (2012)                        | 30                 |
| Chauffour-lès-Bailly      | 10092      | 10110      | 19,01            | 121 (2012)                        | 6,4                |
| Courtenot                 | 10109      | 10260      | 8,37             | 235 (2012)                        | 28                 |
| Fouchères                 | 10158      | 10260      | 8,58             | 542 (2012)                        | 63                 |
| Fralignes                 | 10159      | 10110      | 5,14             | 84 (2012)                         | 16                 |
| Jully-sur-Sarce           | 10181      | 10260      | 30,44            | 274 (2012)                        | 9                  |
| Marolles-lès-Bailly       | 10226      | 10110      | 4,40             | 105 (2012)                        | 24                 |
| Merrey-sur-Arce           | 10232      | 10110      | 8,39             | 314 (2012)                        | 37                 |
| Poligny                   | 10294      | 10110      | 1,59             | 70 (2012)                         | 44                 |
| Rumilly-lès-Vaudes        | 10331      | 10260      | 42,38            | 490 (2012)                        | 12                 |
| Saint-Parres-lès-Vaudes   | 10358      | 10260      | 3,08             | 1 047 (2012)                      | 340                |
| Vaudes                    | 10399      | 10260      | 7,57             | 684 (2012)                        | 90                 |
| Villemorien               | 10418      | 10110      | 13,80            | 222 (2012)                        | 16                 |
| Villemoyenne              | 10419      | 10260      | 12,21            | 755 (2012)                        | 62                 |
| Ville-sur-Arce            | 10427      | 10110      | 16,16            | 241 (2012)                        | 15                 |
| Villiers-sous-Praslin     | 10432      | 10210      | 8,42             | 70 (2012)                         | 8,3                |
| Villy-en-Trodes           | 10433      | 10140      | 17,91            | 274 (2012)                        | 15                 |
| Virey-sous-Bar            | 10437      | 10260      | 10,85            | 632 (2012)                        | 58                 |

### Composition à partir de 2015
Le nouveau canton de Bar-sur-Seine comprend quarante-six communes entières.
| Nom                                   | Code Insee | Intercommunalité                | Superficie (km2) | Population (dernière pop. légale) | Densité (hab./km2) | Modifier                                    |
| ------------------------------------- | ---------- | ------------------------------- | ---------------- | --------------------------------- | ------------------ | ------------------------------------------- |
| Bar-sur-Seine (bureau centralisateur) | 10034      | CC du Barséquanais en Champagne | 27,53            | 2 869 (2022)                      | 104                | modifier les données · modifier les données |
| Bertignolles                          | 10041      | CC du Barséquanais en Champagne | 6,19             | 52 (2022)                         | 8,4                | modifier les données · modifier les données |
| Bourguignons                          | 10055      | CC du Barséquanais en Champagne | 16,42            | 252 (2022)                        | 15                 | modifier les données · modifier les données |
| Briel-sur-Barse                       | 10062      | CC du Barséquanais en Champagne | 12,45            | 196 (2022)                        | 16                 | modifier les données · modifier les données |
| Buxeuil                               | 10068      | CC du Barséquanais en Champagne | 4,43             | 112 (2022)                        | 25                 | modifier les données · modifier les données |
| Buxières-sur-Arce                     | 10069      | CC du Barséquanais en Champagne | 10,43            | 107 (2022)                        | 10                 | modifier les données · modifier les données |
| Celles-sur-Ource                      | 10070      | CC du Barséquanais en Champagne | 9,59             | 489 (2022)                        | 51                 | modifier les données · modifier les données |
| Chacenay                              | 10071      | CC du Barséquanais en Champagne | 7,80             | 52 (2022)                         | 6,7                | modifier les données · modifier les données |
| Chappes                               | 10083      | CC du Barséquanais en Champagne | 9,75             | 356 (2022)                        | 37                 | modifier les données · modifier les données |
| Chauffour-lès-Bailly                  | 10092      | CC du Barséquanais en Champagne | 19,01            | 135 (2022)                        | 7,1                | modifier les données · modifier les données |
| Chervey                               | 10097      | CC du Barséquanais en Champagne | 13,28            | 149 (2022)                        | 11                 | modifier les données · modifier les données |
| Courtenot                             | 10109      | CC du Barséquanais en Champagne | 8,37             | 213 (2022)                        | 25                 | modifier les données · modifier les données |
| Courteron                             | 10111      | CC du Barséquanais en Champagne | 10,33            | 100 (2022)                        | 9,7                | modifier les données · modifier les données |
| Cunfin                                | 10119      | CC du Barséquanais en Champagne | 33,12            | 167 (2022)                        | 5,0                | modifier les données · modifier les données |
| Éguilly-sous-Bois                     | 10136      | CC du Barséquanais en Champagne | 10,11            | 114 (2022)                        | 11                 | modifier les données · modifier les données |
| Essoyes                               | 10141      | CC du Barséquanais en Champagne | 35,57            | 711 (2022)                        | 20                 | modifier les données · modifier les données |
| Fontette                              | 10155      | CC du Barséquanais en Champagne | 19,36            | 179 (2022)                        | 9,2                | modifier les données · modifier les données |
| Fouchères                             | 10158      | CC du Barséquanais en Champagne | 8,58             | 507 (2022)                        | 59                 | modifier les données · modifier les données |
| Fralignes                             | 10159      | CC du Barséquanais en Champagne | 5,14             | 96 (2022)                         | 19                 | modifier les données · modifier les données |
| Gyé-sur-Seine                         | 10170      | CC du Barséquanais en Champagne | 23,66            | 464 (2022)                        | 20                 | modifier les données · modifier les données |
| Jully-sur-Sarce                       | 10181      | CC du Barséquanais en Champagne | 30,44            | 221 (2022)                        | 7,3                | modifier les données · modifier les données |
| Landreville                           | 10187      | CC du Barséquanais en Champagne | 14,20            | 385 (2022)                        | 27                 | modifier les données · modifier les données |
| Loches-sur-Ource                      | 10199      | CC du Barséquanais en Champagne | 13,71            | 350 (2022)                        | 26                 | modifier les données · modifier les données |
| Magnant                               | 10213      | CC du Barséquanais en Champagne | 15,32            | 163 (2022)                        | 11                 | modifier les données · modifier les données |
| Marolles-lès-Bailly                   | 10226      | CC du Barséquanais en Champagne | 4,40             | 120 (2022)                        | 27                 | modifier les données · modifier les données |
| Merrey-sur-Arce                       | 10232      | CC du Barséquanais en Champagne | 8,39             | 325 (2022)                        | 39                 | modifier les données · modifier les données |
| Mussy-sur-Seine                       | 10261      | CC du Barséquanais en Champagne | 28,07            | 944 (2022)                        | 34                 | modifier les données · modifier les données |
| Neuville-sur-Seine                    | 10262      | CC du Barséquanais en Champagne | 14,42            | 383 (2022)                        | 27                 | modifier les données · modifier les données |
| Noé-les-Mallets                       | 10264      | CC du Barséquanais en Champagne | 8,33             | 104 (2022)                        | 12                 | modifier les données · modifier les données |
| Plaines-Saint-Lange                   | 10288      | CC du Barséquanais en Champagne | 10,73            | 267 (2022)                        | 25                 | modifier les données · modifier les données |
| Poligny                               | 10294      | CC du Barséquanais en Champagne | 1,59             | 58 (2022)                         | 36                 | modifier les données · modifier les données |
| Polisot                               | 10295      | CC du Barséquanais en Champagne | 10,52            | 322 (2022)                        | 31                 | modifier les données · modifier les données |
| Polisy                                | 10296      | CC du Barséquanais en Champagne | 11,35            | 176 (2022)                        | 16                 | modifier les données · modifier les données |
| Rumilly-lès-Vaudes                    | 10331      | CC du Barséquanais en Champagne | 42,38            | 580 (2022)                        | 14                 | modifier les données · modifier les données |
| Saint-Parres-lès-Vaudes               | 10358      | CC du Barséquanais en Champagne | 3,08             | 1 079 (2022)                      | 350                | modifier les données · modifier les données |
| Saint-Usage                           | 10364      | CC du Barséquanais en Champagne | 16,30            | 69 (2022)                         | 4,2                | modifier les données · modifier les données |
| Thieffrain                            | 10376      | CC du Barséquanais en Champagne | 7,36             | 156 (2022)                        | 21                 | modifier les données · modifier les données |
| Vaudes                                | 10399      | CC du Barséquanais en Champagne | 7,57             | 708 (2022)                        | 94                 | modifier les données · modifier les données |
| Verpillières-sur-Ource                | 10404      | CC du Barséquanais en Champagne | 17,93            | 109 (2022)                        | 6,1                | modifier les données · modifier les données |
| Ville-sur-Arce                        | 10427      | CC du Barséquanais en Champagne | 16,16            | 203 (2022)                        | 13                 | modifier les données · modifier les données |
| Villemorien                           | 10418      | CC du Barséquanais en Champagne | 13,80            | 203 (2022)                        | 15                 | modifier les données · modifier les données |
| Villemoyenne                          | 10419      | CC du Barséquanais en Champagne | 12,21            | 731 (2022)                        | 60                 | modifier les données · modifier les données |
| Villy-en-Trodes                       | 10433      | CC du Barséquanais en Champagne | 17,91            | 260 (2022)                        | 15                 | modifier les données · modifier les données |
| Virey-sous-Bar                        | 10437      | CC du Barséquanais en Champagne | 10,85            | 591 (2022)                        | 54                 | modifier les données · modifier les données |
| Vitry-le-Croisé                       | 10438      | CC du Barséquanais en Champagne | 32,72            | 224 (2022)                        | 6,8                | modifier les données · modifier les données |
| Viviers-sur-Artaut                    | 10439      | CC du Barséquanais en Champagne | 6,04             | 120 (2022)                        | 20                 | modifier les données · modifier les données |
| Canton de Bar-sur-Seine               | 1004       |                                 | 666,90           | 16 171 (2022)                     | 24                 | modifier les données                        |

## Démographie

### Démographie avant 2015
| 1962  | 1968  | 1975  | 1982  | 1990  | 1999  | 2006   | 2011   | 2012   |
| ----- | ----- | ----- | ----- | ----- | ----- | ------ | ------ | ------ |
| 8 085 | 8 443 | 8 911 | 9 758 | 9 916 | 9 777 | 10 017 | 10 255 | 10 284 |

### Démographie depuis 2015
En 2022, le canton comptait 16 171 habitants, en évolution de −3,79 % par rapport à 2016 (Aube : +0,7 %, France hors Mayotte : +2,11 %).
| 2013   | 2018   | 2022   |
| ------ | ------ | ------ |
| 17 119 | 16 609 | 16 171 |